# Armónico
Das Armónico ist ein Instrument, das 1924 von dem kubanischen Musiker Compay Segundo erfunden wurde. Compay Segundo kam auf die Idee, aus Tres und Gitarre ein neues Instrument zu bauen: Eine auf Oktave gestimmte Gitarre, die er um eine siebte Saite in der Mitte ergänzte, um bessere Klänge und Harmonien produzieren zu können, daher auch der Name Armónico.